# شهرستان نوو سانچ
شهرستان نوو سانچ (به لهستانی: Powiat Nowy Sącz) یک شهرستان در لهستان است که در استان لهستان کوچک‌تر واقع شده‌است. شهرستان نوو سانچ ۱٬۵۵۰٫۲۴ کیلومتر مربع مساحت و ۱۹۷٬۷۱۸ نفر جمعیت دارد.